# هنريك كارلوف

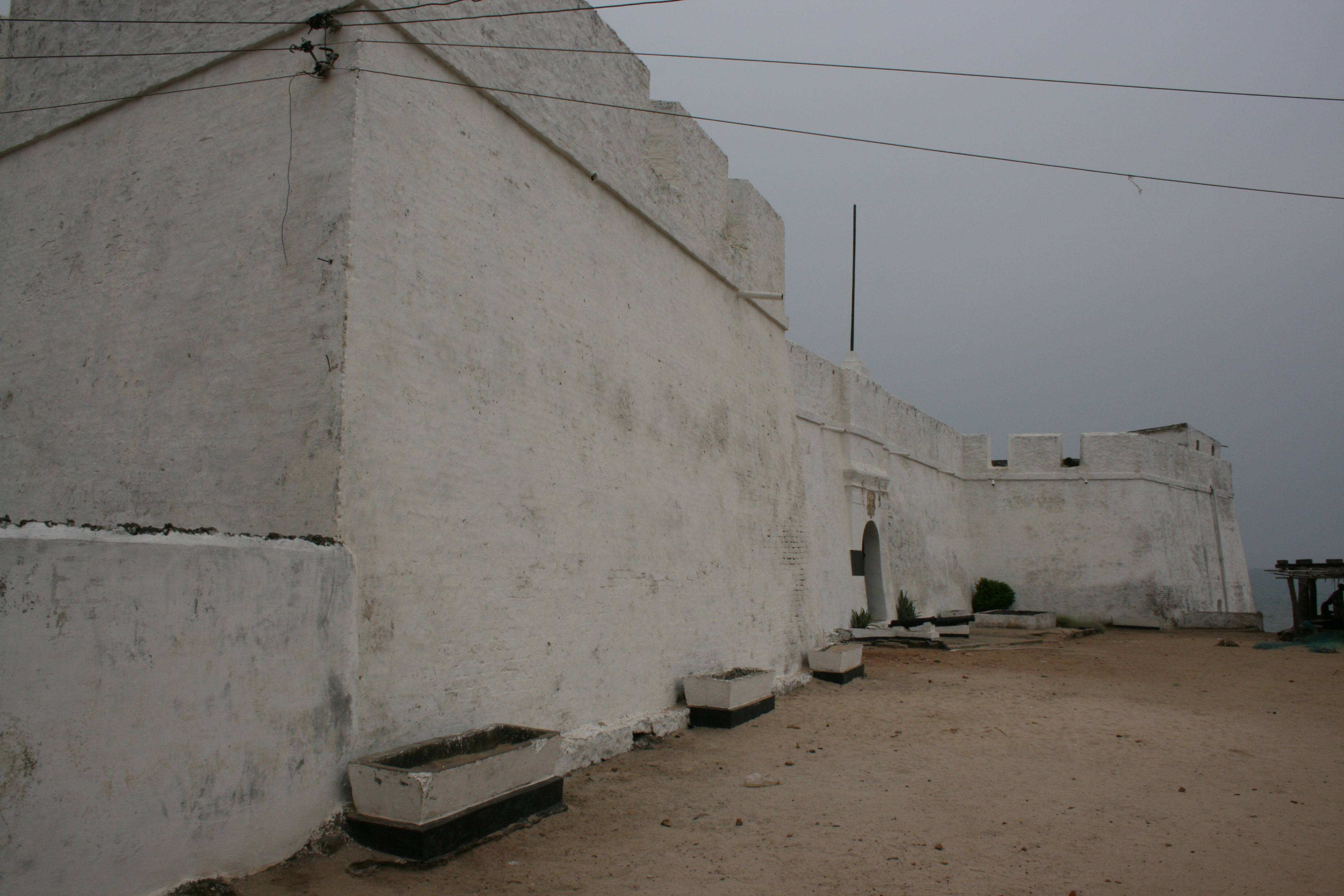
قلعة أنومابو. شرع الهولنديون في بناء أول مقر لهم في مدينة أنومابو في عام 1639 أو 1640 (صورته غير موضحة هنا). وبعد وصول القائد الهولندي أرينت ياكوبش فان دير جريف (1557-1642) إلى المكان، سرعان ما تمَّ الانتهاء من بناء المقر تحت إشرافه. وبعد نحو عشرة أعوام أو اثني عشر عامًا، استولى السويديون عليه. وتمكنت القوات الدانماركية من الاستيلاء على المقر في عام 1657 تحت قيادة كارلوف، ثم عاد إلى قبضة الهولنديين في عام 1660. وعندما وضعت الحرب الإنجليزية الهولندية الثانية أوزارها في عام 1667 (وفق معاهدة بريدا)، ثبَّت البريطانيون أقدامهم في أنومابو، وشرعوا في بناء حصن تشارلز بحلول عام 1672 أو 1673 (في الموقع الذي يوجد فيه الآن حصن ويليام). وفي تلك الأثناء، احتل أحد زعماء أنومابو القدماء، ربما إينو أو إينو بيسي، المقر الهولندي، وأعلن أنه قصره.

بدأ هنري كارلوف أو هنريك كارلوف  - له العديد من الأسماء الأخرى أيضًا - (فنلندا، من عام 1621/22 إلى عام 1684 تقريبًا) مسيرته المهنية كخادم على السفن، لكنه صار بعد ذلك جنديًا، وموظفًا بالأعمال الكتابية، ومحاسبًا، ومسؤول الرواتب، والقائد، والمدير لشركة الهند الغربية الهولندية. انضم هنريك، بعد ذلك، إلى شركة إفريقيا السويدية الصورية، وشركة إفريقيا الهولندية على ساحل الذهب. وبعد الإدلاء بشهادته في إحدى القضايا، وجّه تركيزه إلى تجارة العبيد. وفي عامي 1676 و1677، شغل منصب حاكم توباغو.

## حياته
لا تتوفر الكثير من المعلومات عن مرحلة الشباب في حياة هندريك كارلوف. فربما يكون قد ولِد في مدينة روستوك، أو مدينة بيلاو السويدية/البولندية،  أو في فنلندا كما ذكر بنفسه، لكن مع عدم تحديد المدينة. وفي عام 1637، عينته شركة الهند الغربية الهولندية في البرازيل الهولندية، كجندي في البداية، ثم ككاتب. وفي أواخر مايو عام 1641، أرسل جون موريس، أمير ناساو زيجن بعثة مكوّنة من 21 سفينة و2145 جنديًا إلى لواندا. ووصلت البعثة في شهر أغسطس. وفي أكتوبر من نفس العام تم احتلال مدينة ساو تومي، لينهار بذلك حكم البرتغاليين في إفريقيا مؤقتًا. وفي الفترة ما بين عامي 1645 و1649، عمل كارلوف في حصن إلمينا وحصن ناساو (غانا) بمدينة أكرا. وفي عام 1648، تمكن من إجبار أحد زعماء الإيفوتو على بيع إحدى الأراضي له. تظاهر كارلوف بالمرض ليعود إلى أوروبا، طامحًا في أن يهتم أي أحد فيما كان يفكر فيه من مخططات.
بعد العمل لمدة اثني عشر عامًا مع شركة الهند الغربية، عرض كارلوف خدماته على لوي دي جير الذي سرعان ما أسس بعد ذلك شركة إفريقيا السويدية الصورية في هامبورغ. وتم تعيينه مدة ثلاثة أعوام كقائد ومدير للشركة براتب يبلغ مائة جيلدر وأوقية واحدة من الذهب كل شهر لتغطية ما كان يتكبده من تكاليف. أبحر كارلوف بسفنه من نهر إلبه إلى إفريقيا. ووصل إلى ساحل الذهب يوم 22 أبريل. وقع كارلوف عقدًا لشراء الأرض مع زعيم الإيفوتو. وكان هناك خلاف آنذاك مع شركة التجارة إلى غينيا التي كانت تتفاوض مع هينيكوا، أحد أقرباء ملك الإيفوتو بشأن إحدى المحطات التجارية البريطانية. وشهد يوم 28 مايو عام 1650 حدثًا تاريخيًا؛ إذ وقع السويديون والبريطانيون على معاهدة مع زعيم الإيفوتو. وحصل بموجبها البريطانيون على حق التجارة مدة نصف عام فقط.
احتل كارلوف بوتري عام 1650، وأنومابو عام 1651، وأورسو عام 1652. وفي أثناء عودته في سبتمبر عام 1652، تم الاستيلاء على سفينته كريستينا ونقلها إلى بليموث. وكانت السفينة تحمل آنذاك نحو عشرين حقيبة مليئة بالذهب، و6500 قطعة عاج. أما الأساور والعقود والخواتم الذهبية، فنُقِلت إلى برج لندن. وفي تلك الأثناء، بدأ رجال كارلوف في بناء حصن كارلوسبورغ واحتلال حصن تاكوراري في عام 1653. وفي السويد، تمت ترقية كارلوف إلى منصب جنرال، وتم تنصيبه فارسًا يوم 3 مايو عام 1654 باسم كارلوفر. ويبدو أنه قد احتل أيضًا جومور (حصن أبولونيا) وكابو في عام 1655. وفي عام 1656، عاد حصن باتينشتين إلى قبضة الهولنديين مجددًا. انتزع يوهان فيليب فون كروسينفيرنا (1626–1659) منصب الحاكم من كارلوف. فرحل كارلوف غاضبًا عن المستعمرة، وهاجر إلى الدانمارك في 27 مارس عام 1957.